# Via con me
"Vía con me", también conocida como "Via con me (It's wonderful)", es una canción italiana de 1981 compuesta e interpretada por Paolo Conte.

## Fondo
La canción se considera una de las canciones emblemáticas de Conte. Aunque el álbum que la incluía, Paris Milonga, no se vendió muy bien en el momento de su lanzamiento, luego se convirtió en un éxito de ventas prolongado gracias a la popularidad de la canción. La letra de la canción incluye algunos de los temas principales de Conte, como la vida en un pueblo pequeño, el existencialismo y el deseo de escapar a lo desconocido. 
Existen algunas versiones de la canción, que fueron grabadas, entre otros, por Neri per Caso y Roberto Benigni, quienes incluyeron su versión en su primera película como director Tu mi turbi. La canción también formó parte de las bandas sonoras de muchos programas, películas o anuncios televisivos, en particular Les Maris, les Femmes, les Amants (1989), French Kiss (1995), A Couch in New York (1996), Mostly Martha ( 2001), Bienvenidos a Collinwood (2002), Marie y Bruce (2004), Sin reservas (2007), Elvis y Anabelle (2007), SMS für Dich (2016) )  y Deep Water (2022), en la que fue interpretada al piano por Ana de Armas. El programa de televisión Rai 3 Vieni via con me lleva su nombre y tenía "Via con me" como canción de apertura.
En España, la campaña publicitaria del perfume "Valentina", incluía "Vía con me" como hilo musical del anuncio.